# Холокост (жертвоприношение)
Вижте пояснителната страница за други значения на Холокост.
Холокостът е изпърво древна семитска традиция според легендата за жертвоприношението на Исаак.
Във Финикия се чествал големия празник на пробуждането на Мелкарт, който бил съживен от топлината на огъня (може би на зороастризма). Мелкарт се почитал и в Картаген.
Основен западносемитски, финикийски, ханаански и картагенски религиозен акт, чрез който вярващия участва в религиозния живот, бил жертвоприношението. Жертвите се поднасяли на финикийските богове, за да се получи благоволението им, да смекчат гнева им или да изкупят греховете си принасяйки им курбан. Жертвоприношението имало двойно действие. Първо, то освобождавало жертвоприносителя от греховете му чрез убийството на жертвата, с която той се отъждествява или която отъждествява врага. На второ място то поставяло вярващия в контакт с божеството, създавайки или изпълнявайки същинския завет между жертвоприносителя и Бога му.
Холокостът е пълно изгаряне на жертвата. Жертвите били два вида – вражи и на първородни родни деца в трудни моменти и при драматични обстоятелства, които заздравявали връзките между близките с божеството и общността. Откритото картагенско тофе е идентично с това в Бет-Ханон в Йерусалим. Богът комуто се поднасяли човешките жертви бил Баал-Молох. Урните с обгорелите кости, а понякога и някой амулет били погребвани в специална ниша в стела с оброчна плочка, където се споменавал обетът и се завинаги скривала прахта на жертвата, за да не излиза духът му от бутилката. Картагенският тофет имал девет слоя, колкото били кръговете в Дантевия Ад.
Твърде вероятно е някоя древна финикийска или пуническа флотилия от времето на Хамилкон и Ханон да е достигнала и до бреговете на Мексико, защото единствения друг народ развил цивилизация и извършващ подобни дивашки ритуали били ацтеките в Новия свят.